# Karl Keller
Karl Keller (ur. 1804 w Przemkowie, zm. październik 1860 tamże) – niemiecki pisarz i kronikarz, autor powieści Die Glogauschen Rats-herrn ("Głogowscy rajcy"), uważanej za pierwszą powieść historyczną z dziejów Śląska. W powieści dokumentalnej Wahnglaube oder die hexenprozesse in Grünberg ("Szaleństwa wiary albo procesy czarownic w Zielonej Górze"), opartej na oryginalnych dokumentach procesowych z XVI i XVII wieku, opisał losy kobiet z okolic Zielonej Góry oskarżonych o czary. W 1859 wydał zbiór legend z okolic Szprotawy zatytułowany Der arme Sünder von der Sprotte ("Biedny grzesznik znad Szproty").